# 杨店镇 (两当县)
杨店镇，是中华人民共和国甘肃省陇南市两当县下辖的一个乡镇级行政单位。
2016年，甘肃省民政厅批复同意撤销杨店乡，设立杨店镇。

## 行政区划
杨店镇下辖以下地区：
夏庄村、颜家河村、土峰沟村、杨店村、石马坪村、郁家庄村、豆坪村和灵官店村。